# Muntiacus puhoatensis
A Muntiacus puhoatensis az emlősök (Mammalia) osztályának párosujjú patások (Artiodactyla) rendjébe, ezen belül a szarvasfélék (Cervidae) családjába és a szarvasformák (Cervinae) alcsaládjába tartozó faj.

## Előfordulása
A Muntiacus puhoatensis előfordulási területe nemigen ismert. Az állatot 1997-ben fedezték fel, és eddig e fajt csak a típuspéldánynak köszönhetően ismerünk. A típuspéldányt Vietnámban, a Laosszal határos úgynevezett Pu Hoat-régióban találták meg. Azóta egy más egyede sem került elő. Egyes kutatók szerint azonos az indokínai muntyákszarvassal (Muntiacus rooseveltorum) (Osgood, 1932).

## Fordítás
- Ez a szócikk részben vagy egészben  a   Pu Hoat muntjac című angol Wikipédia-szócikk ezen változatának fordításán alapul.  Az eredeti cikk szerkesztőit annak laptörténete sorolja fel. Ez a jelzés csupán a megfogalmazás eredetét és a szerzői jogokat jelzi, nem szolgál a cikkben szereplő információk forrásmegjelöléseként.